# Veurey-Voroize
Veurey-Voroize és un municipi francès situat al departament de la Isèra i a la regió d'Alvèrnia-Roine-Alps. L'any 2007 tenia 1.372 habitants.

## Demografia

### Població
El 2007 la població de fet de Veurey-Voroize era de 1.372 persones. Hi havia 489 famílies de les quals 98 eren unipersonals (39 homes vivint sols i 59 dones vivint soles), 152 parelles sense fills, 216 parelles amb fills i 23 famílies monoparentals amb fills.
La població ha evolucionat segons el següent gràfic:
Habitants censats

### Habitatges
El 2007 hi havia 539 habitatges, 506 eren l'habitatge principal de la família, 12 eren segones residències i 21 estaven desocupats. 466 eren cases i 71 eren apartaments. Dels 506 habitatges principals, 391 estaven ocupats pels seus propietaris, 102 estaven llogats i ocupats pels llogaters i 14 estaven cedits a títol gratuït; 3 tenien una cambra, 22 en tenien dues, 56 en tenien tres, 118 en tenien quatre i 307 en tenien cinc o més. 409 habitatges disposaven pel capbaix d'una plaça de pàrquing. A 193 habitatges hi havia un automòbil i a 278 n'hi havia dos o més.

### Piràmide de població
La piràmide de població per edats i sexe el 2009 era:
| Homes | Edats   | Dones |
| ----- | ------- | ----- |
| 0     | 95 o +  | 0     |
| 0     | 90 a 94 | 0     |
| 0     | 85 a 89 | 0     |
| 4     | 80 a 84 | 0     |
| 28    | 75 a 79 | 16    |
| 28    | 70 a 74 | 16    |
| 32    | 65 a 69 | 36    |
| 24    | 60 a 64 | 32    |
| 36    | 55 a 59 | 32    |
| 52    | 50 a 54 | 80    |
| 48    | 45 a 49 | 32    |
| 48    | 40 a 44 | 68    |
| 44    | 35 a 39 | 60    |
| 52    | 30 a 34 | 28    |
| 36    | 25 a 29 | 48    |
| 40    | 20 a 24 | 20    |
| 68    | 15 a 19 | 40    |
| 40    | 10 a 14 | 40    |
| 52    | 5 a 9   | 36    |
| 36    | 0 a 4   | 40    |

## Economia
El 2007 la població en edat de treballar era de 884 persones, 648 eren actives i 236 eren inactives. De les 648 persones actives 606 estaven ocupades (312 homes i 294 dones) i 43 estaven aturades (20 homes i 23 dones). De les 236 persones inactives 97 estaven jubilades, 93 estaven estudiant i 46 estaven classificades com a «altres inactius».

### Ingressos
El 2009 a Veurey-Voroize hi havia 507 unitats fiscals que integraven 1.406 persones, la mediana anual d'ingressos fiscals per persona era de 23.332 €.

### Activitats econòmiques
Dels 127 establiments que hi havia el 2007, 2 eren d'empreses extractives, 5 d'empreses de fabricació de material elèctric, 19 d'empreses de fabricació d'altres productes industrials, 22 d'empreses de construcció, 21 d'empreses de comerç i reparació d'automòbils, 8 d'empreses de transport, 3 d'empreses d'hostatgeria i restauració, 5 d'empreses d'informació i comunicació, 6 d'empreses financeres, 4 d'empreses immobiliàries, 21 d'empreses de serveis, 4 d'entitats de l'administració pública i 7 d'empreses classificades com a «altres activitats de serveis».
Dels 25 establiments de servei als particulars que hi havia el 2009, 1 era una oficina de correu, 8 tallers de reparació d'automòbils i de material agrícola, 3 guixaires pintors, 3 fusteries, 2 lampisteries, 1 electricista, 2 empreses de construcció, 1 perruqueria, 2 restaurants i 2 agències immobiliàries.
L'únic establiment comercial que hi havia el 2009 era una botiga de menys de 120 m².
L'any 2000 a Veurey-Voroize hi havia 6 explotacions agrícoles.

## Equipaments sanitaris i escolars
El 2009 hi havia 1 escola maternal i 1 escola elemental.

## Poblacions més properes
El següent diagrama mostra les poblacions més properes.